# Климатостратиграфические подразделения
Климатостратиграфические подразделения — это совокупности горных пород, признаки которых обусловлены периодическими изменениями климата, зафиксированными в особенностях вещественного состава пород и ассоциаций остатков организмов, с учётом длительности формирования стратонов соответствующего ранга.
Климатостратиграфические подразделения используются для четвертичных и неогеновых отложений; возможно их использование и для более древних образований.
Границами климатостратиграфических подразделений являются палеоклиматические рубежи, выраженные в изменении литологического состава отложений, в смене ассоциаций организмов — климатических индикаторов, геохимической среды, седиментационных или диагенетических текстур и т. д.
Климатостратиграфические критерии используются для выделения наиболее дробных единиц Общей стратиграфической шкалы — раздела, звена и ступени (в последнем случае эти критерии становятся определяющими) и региональных климатостратиграфических подразделений.
Таксономическими единицами региональных подразделений являются климатолит и стадиал.